# 全日本ショートトラックスピードスケート選手権大会
全日本ショートトラックスピードスケート選手権大会は、日本スケート連盟が主催するショートトラックスピードスケートの大会である。開催地は持ち回りで、通常毎年12月に2日間に渡って開催される。
オリンピック、世界選手権、ワールドカップ等国際大会の日本代表選考会も兼ねて行われる。なお2013年大会はソチ五輪代表選考会のため開催されない。これは全日本スピードスケート選手権大会と同じ措置である。

## 概要
1977年に世界選手権の代表選考会を兼ねた第1回大会を開催。全日本選手権は距離別で行われ、次の種目により総合優勝者を決める。
- 500m
- 1000m
- 1500m

大会は東西各地区のショートトラックスピードスケート選手権大会上位入賞者が出場。

## 歴代主な総合優勝者
- 吉永一貴(2017/18～2018/19シーズン)
- 菊池純礼(2018/19シーズン)
- 菊池悠希(2017/18シーズン)
- 菊池萌水(2016/17シーズン)
- 加藤美善
- 加藤美佳（1981年から1983年まで3連覇した。）
- 寺尾悟
- 伊藤亜由子
- 桜井美馬